# Mathias Raymond
Mathias Raymond (13 de janeiro de 1986) é um remador monegasco. Participou dos Jogos Olímpicos de Verão de 2008 e não ganhou medalhas.